# Ічнянська міська рада
І́чнянська міська́ ра́да — адміністративно-територіальна одиниця та орган місцевого самоврядування в Ічнянському районі Чернігівської області. Адміністративний центр — місто Ічня.

## Загальні відомості
Ічнянська міська рада утворена у 1923 році.
- Територія ради: 140,899 км²
- Населення ради: 13 656 осіб (станом на 2001 рік)
- Територією ради протікає річка Іченька

## Населені пункти
Міській раді підпорядковані населені пункти:
- м. Ічня
- смт Дружба
- с. Августівка
- с. Безводівка

## Склад ради
Рада складається з 30 депутатів та голови.
- Голова ради: Рутченко Олександр Анатолійович
- Секретар ради: Кривенко Віра Миколаївна

### Керівний склад попередніх скликань
| Прізвище, ім'я, по батькові     | Основні відомості                                               | Дата обрання | Дата звільнення |
| ------------------------------- | --------------------------------------------------------------- | ------------ | --------------- |
| Герасименко Григорій Васильович | Міський голова, 1954 року народження                            | 26.03.2006   | 31.10.2010      |
| Герасименко Григорій Васильович | Міський голова, 1955 року народження, освіта вища               | 31.10.2010   | 17.04.2014      |
| Рутченко Олександр Анатолійович | Міський голова, 1964 року народження, освіта вища, безпартійний | 26.10.2014   |                 |

Примітка: таблиця складена за даними сайту Верховної Ради України

### Депутати
За результатами місцевих виборів 2010 року депутатами ради стали:

#### За суб'єктами висування
| Суб'єкт висування                                       | Кількість обраних депутатів | %    |
| ------------------------------------------------------- | --------------------------- | ---- |
| Політична партія «Фронт Змін»                           | 13                          | 43,3 |
| Політична партія Всеукраїнське об'єднання «Батьківщина» | 8                           | 26,7 |
| Партія регіонів                                         | 5                           | 16,7 |
| Соціалістична партія України                            | 2                           | 6,7  |
| Народна партія                                          | 1                           | 3,3  |
| Політична партія «Сильна Україна»                       | 1                           | 3,3  |

#### За округами
| № округу                                                | Прізвище, ім'я, по батькові      | Дата визнання обраним | Освіта  | Партійна приналежність                        | Відомості про обраного депутата                                                      |
| ------------------------------------------------------- | -------------------------------- | --------------------- | ------- | --------------------------------------------- | ------------------------------------------------------------------------------------ |
| Народна Партія                                          |                                  |                       |         |                                               |                                                                                      |
| 12                                                      | Кирій Віталій Анатолійович       | 03.11.2010            | вища    | член Народної партії                          | Ічнянське управління газового господарства, заступник начальника                     |
| Партія регіонів                                         |                                  |                       |         |                                               |                                                                                      |
| б/м                                                     | Іванов Олександр Валерійович     | 03.11.2010            | вища    | член Партії регіонів                          | ВАТ «Ічнянський молочно-консервний комбінат», комерційний директор                   |
| б/м                                                     | Кондратенко Анатолій Миколайович | 03.11.2010            | вища    | член Партії регіонів                          | ПП «Кондратенко І. О.», продавець                                                    |
| б/м                                                     | Ільченко Олег Володимирович      | 03.11.2010            | вища    | член Партії регіонів                          | ВАТ «Ічнянський молочно-консервний комбінат», головний бухгалтер                     |
| 4                                                       | Кривенко Віра Миколаївна         | 03.11.2010            | середня | член Партії регіонів                          | ВАТ «Ічнянський молочно-консервний комбінат», завідувачка господарства               |
| 13                                                      | Брусенко Анатолій Миколайович    | 03.11.2010            | вища    | член Партії регіонів                          | ТОВ «Сінком Ічня», генеральний директор                                              |
| Політична партія Всеукраїнське об'єднання «Батьківщина» |                                  |                       |         |                                               |                                                                                      |
| б/м                                                     | Гребінник Павло Миколайович      | 03.11.2010            | середня | член Всеукраїнського об'єднання «Батьківщина» | Ічнянський цех електрозв'язку № 6, начальник дільниці                                |
| б/м                                                     | Залізний Станіслав Анатолійович  | 03.11.2010            | середня | член Всеукраїнського об'єднання «Батьківщина» | СПД Залізний С. А., директор                                                         |
| б/м                                                     | Животяга Станіслав Васильович    | 03.11.2010            | вища    | позапартійний                                 | ВАТ «Ічнянський Молочно-консервний комбінат», юрист                                  |
| б/м                                                     | Драган Володимир Михайлович      | 03.11.2010            | вища    | позапартійний                                 | ВАТ «Ічнянський Молочно-консервний комбінат», комірник                               |
| б/м                                                     | Голінко Євгенія Петрівна         | 03.11.2010            | вища    | позапартійна                                  | ВАТ «Ічнянський Молочно-консервний комбінат», начальник планово-економічного відділу |
| 2                                                       | Половко Сергій Віталійович       | 03.11.2010            | середня | член Всеукраїнського об'єднання «Батьківщина» | тимчасово не працює                                                                  |
| 3                                                       | Ярова Любов Олександрівна        | 03.11.2010            | середня | член Всеукраїнського об'єднання «Батьківщина» | пенсіонер                                                                            |
| 5                                                       | Кмета Анатолій Володимирович     | 03.11.2010            | вища    | позапартійний                                 | Фізична особа підприємець «Кмета А. В.», директор                                    |
| Політична партія «Сильна Україна»                       |                                  |                       |         |                                               |                                                                                      |
| 14                                                      | Чернюх Григорій Андрійович       | 03.11.2010            | вища    | член Політичної партії «Сильна Україна»       | в/ч 1479, начальник                                                                  |
| Політична партія «Фронт Змін»                           |                                  |                       |         |                                               |                                                                                      |
| б/м                                                     | Різука Алла Миколаївна           | 03.11.2010            | вища    | член Політичної партії «Фронт Змін»           | фінансове управління Ічнянської РДА, заступник                                       |
| б/м                                                     | Звонок Степан Аполлінарійович    | 03.11.2010            | вища    | член Політичної партії «Фронт Змін»           | пенсіонер                                                                            |
| б/м                                                     | Чубук Людмила Олексіївна         | 03.11.2010            | вища    | член Політичної партії «Фронт Змін»           | дошкільний навчальний заклад ,№ 1, завідувачка                                       |
| б/м                                                     | Саранчук Людмила Олексіївна      | 03.11.2010            | вища    | член Політичної партії «Фронт Змін»           | дошкільний навчальний заклад ,№ 2, завідувачка                                       |
| б/м                                                     | Клименко Людмила Олексіївна      | 03.11.2010            | середня | член Політичної партії «Фронт Змін»           | Ічнянська міська рада, головний бухгалтер                                            |
| 1                                                       | Градунов Юрій Анатолійович       | 03.11.2010            | вища    | член Політичної партії «Фронт Змін»           | КП «Архітектура Ічнянщини», директор                                                 |
| 6                                                       | Бабак Сергій Анатолійович        | 03.11.2010            | вища    | член Політичної партії «Фронт Змін»           | КП ВКГ «Ічень», майстер                                                              |
| 7                                                       | Денисенко Костянтин Іванович     | 03.11.2010            | середня | член Політичної партії «Фронт Змін»           | «Марконі плюс», приватний підприємець                                                |
| 8                                                       | Набієв Гусейн Аллахвердійович    | 03.11.2010            | вища    | член Політичної партії «Фронт Змін»           | Ічнянський професійно-аграрний ліцей, директор                                       |
| 9                                                       | Смілик Світлана Віталіївна       | 03.11.2010            | вища    | член Політичної партії «Фронт Змін»           | Ічнянська міська рада, секретар ради                                                 |
| 10                                                      | Градунов Олександр Юрійович      | 03.11.2010            | вища    | член Політичної партії «Фронт Змін»           | ПП «Ічнянське проектно-виробниче бюро», директор                                     |
| 11                                                      | Герасименко Людмила Віталіївна   | 03.11.2010            | вища    | член Політичної партії «Фронт Змін»           | Дошкільний навчальний заклад № 3, завідувачка                                        |
| 15                                                      | Небеська Тамара Михайлівна       | 03.11.2010            | середня | член Політичної партії «Фронт Змін»           | Августівський сільський клуб, завідувачка клубу                                      |
| Соціалістична партія України                            |                                  |                       |         |                                               |                                                                                      |
| б/м                                                     | Ігнатенко Михайло Васильович     | 03.11.2010            | вища    | член Соціалістичної партії України            | Ічнянський аграрний ліцей, викладач                                                  |
| б/м                                                     | Лобода Ігор Леонідович           | 03.11.2010            | вища    | член Соціалістичної партії України            | Ічнянський РЕМ, майстер                                                              |